# 斎藤明日斗
斎藤 明日斗（さいとう あすと、1998年7月17日 - ）は、日本の将棋棋士。宮田利男門下。棋士番号は311。神奈川県川崎市出身。

## 棋歴

### プロ入りまで
将棋を始めたきっかけは、5歳の時に、将棋盤と駒を買ってきた父から教えてもらったとのこと。その後、小学1年生から3年生までの間は習い事のひとつとして「子供将棋スクール」に通っていたが、小学3年生から「三軒茶屋将棋倶楽部」に通い始め、そこで将棋に打ち込むようになった。
奨励会を目指し始めたのは小学5年生の頃である。ある日、のちの師匠である宮田利男から「奨励会を目指してみないか」と声をかけられ、その条件として「将棋かサッカーか、どちらかを選ぶこと」を提示された。当時は将棋の他に、サッカーのクラブチームにも所属し本気で取り組んでいたが、三度の骨折もありレギュラー落ちの挫折を味わうとともに、将棋が強くなってきているという実感があったこともあり、両者を天秤にかけた結果、将棋を選ぶことにしたという。
2010年9月、6級で関東奨励会に入会。入会後は、およそ9ヶ月で5級に昇級したのを端緒に、5級から初段まで2年弱でかけ上がった。
2015年9月、17歳で三段に昇段し、2015年度後期（第58回）より奨励会三段リーグに参加。リーグ戦一期目の成績は8勝10敗であった。三段リーグに入ったばかりの頃のエピソードとして、戸辺誠からの「俺は毎回上がるつもりでやっていた」というアドバイスに衝撃を受けた旨を述べており、この出来事に背中を押してもらったような気がして感動したと述懐している。
リーグ二期目は9勝9敗、三期目は10勝8敗と着実に勝ち星を伸ばし、初参加から四期目となる第61回三段リーグにて14勝4敗の成績を上げ、四段昇段を果たした。いわく四期目はとても調子が良く、期の途中から「これは負けないんじゃないか」といった自信を感じるようになっていたという。

### プロ入り後
2017年10月1日付で四段昇段。
2017年度成績は4勝2敗、2018年度成績は16勝23敗であった。
順位戦は第77期（2018年度）から参加し、順に4勝6敗、7勝3敗、5勝5敗の成績となった。
第46期（2020年度）棋王戦において挑戦者決定トーナメントに進出したが、2回戦で阿久津主税に敗れた。
2022年1月14日、第72期王将戦一次予選にて上野裕和に勝ち、「四段昇段後、公式戦100勝」という昇段条件を満たしたため、五段に昇段した。
第35期竜王戦6組ランキング戦にて準決勝に進出。弟弟子である伊藤匠に敗れるも、9月27日の3位決定戦で服部慎一郎に勝ち、5組へと昇級した。第81期順位戦では10戦全勝でC級1組に昇級した。2022年度は全般に好調で、39勝9敗、勝率8割を越えた。
2024年度の第83期順位戦C級1組では1回戦から勝ち続け、2対局を残した8回戦終了時点で8戦全勝でB級2組への昇級を決め、2025年1月14日付で六段に昇段した。

## 棋風
四段昇段時に、得意戦法は横歩取り系だと回答しているが、近年は相掛かりを指すことが多い。

## 人物
フットサルが趣味。フットサルが流行る前はサッカーに夢中になりすぎて、師匠の宮田から叱責を受けたと本人が述べている。憧れている棋士として羽生善治、菅井竜也、山崎隆之を挙げ、また目指している棋士像として、自身の強みを「想像力」としつつ、斬新な手を良い結果につなげられるような棋士になりたいと述べている。
奨励会在籍時の氏名表記は旧字体の「齋藤」（齋）とされていたが、四段昇段以降の日本将棋連盟ウェブサイト上の表記では「斎藤」（斎）になっており、斎藤自身も揮毫では「斎藤」と記している。本記事名においても「斎」の字を用いる。

## 昇段履歴
昇段規定は、将棋の段級を参照。
- 2010年09月00日 ： 6級、関東奨励会入会 [1][4]
- 2013年04月00日 ： 初段 [27]
- 2015年03月00日 ： 二段 [28]
- 2015年09月00日 ： 三段（第58回奨励会三段リーグ〈2015年度後期〉からリーグ参加）[1][29]
- 2017年10月01日 ： 四段（第61回奨励会三段リーグ成績1位） = プロ入り[1][23][30]
- 2022年01月14日 ： 五段（公式戦100勝、通算100勝72敗）[31][注 1]
- 2025年01月14日 ： 六段（順位戦B級2組昇級、通算198勝110敗）[22][33][注 2]

## 主な成績

### 在籍クラス
| 開始 年度 | (出典)順位戦出典 | (出典)順位戦出典 | (出典)順位戦出典 | (出典)順位戦出典 | (出典)順位戦出典 | (出典)順位戦出典 | (出典)順位戦出典 | (出典)順位戦出典 | (出典)竜王戦出典 | (出典)竜王戦出典 | (出典)竜王戦出典 | (出典)竜王戦出典 | (出典)竜王戦出典 | (出典)竜王戦出典 | (出典)竜王戦出典 | (出典)竜王戦出典 | (出典)竜王戦出典 | (出典)竜王戦出典 |
| 開始 年度 | 期               | 名人             | A級              | B級              | B級              | C級              | C級              | 0                | 期               | 竜王             | 1組              | 2組              | 3組              | 4組              | 5組              | 6組              | 決勝 T           |                  |
| 開始 年度 | 期               | 名人             | A級              | 1組              | 2組              | 1組              | 2組              | 0                | 期               | 竜王             | 1組              | 2組              | 3組              | 4組              | 5組              | 6組              | 決勝 T           |                  |
| --- | ---------------- | ---------------- | ---------------- | ---------------- | ---------------- | ---------------- | ---------------- | ---------------- | ---------------- | ---------------- | ---------------- | ---------------- | ---------------- | ---------------- | ---------------- | ---------------- | ---------------- | ---------------- |
| 2017 | 76               | 四段昇段前       | 四段昇段前       | 四段昇段前       | 四段昇段前       | 四段昇段前       | 四段昇段前       | 四段昇段前       | 31               |                  |                  |                  |                  |                  |                  | 6組              | --               | 1-1/昇0-1        |
| 2018 | 77               |                  |                  |                  |                  |                  | C246             | 4-6              | 32               |                  |                  |                  |                  |                  |                  | 6組              | --               | 0-1/昇2-1        |
| 2019 | 78               |                  |                  |                  |                  |                  | C236             | 7-3              | 33               |                  |                  |                  |                  |                  |                  | 6組              | --               | 0-1/昇1-1        |
| 2020 | 79               |                  |                  |                  |                  |                  | C211             | 5-5              | 34               |                  |                  |                  |                  |                  |                  | 6組              | --               | 0-1/昇2-1        |
| 2021 | 80               |                  |                  |                  |                  |                  | C226             | 7-3              | 35               |                  |                  |                  |                  |                  |                  | 6組              | --               | 4-1/昇1-0        |
| 2022 | 81               |                  |                  |                  |                  |                  | C217             | 10-0             | 36               |                  |                  |                  |                  |                  | 5組              |                  | --               | 0-1/昇2-1        |
| 2023 | 82               |                  |                  |                  |                  | C124             |                  | 7-3              | 37               |                  |                  |                  |                  |                  | 5組              |                  | --               | 3-1/昇0-1        |
| 2024 | 83               |                  |                  |                  |                  | C108             |                  | 9-1              | 38               |                  |                  |                  |                  |                  | 5組              |                  | --               |                  |
| 2025 | 84               |                  |                  |                  | B2               |                  |                  | -                | 39               | (開始前)         | (開始前)         | (開始前)         | (開始前)         | (開始前)         | (開始前)         | (開始前)         | (開始前)         | (開始前)         |
| 順位戦、竜王戦の 枠表記 は挑戦者。右欄の数字は勝-敗(番勝負/PO含まず)。 順位戦の右数字はクラス内順位 ( x当期降級点 / *累積降級点 / +降級点消去 ) 順位戦の「F編」はフリークラス編入 /「F宣」は宣言によるフリークラス転出。 竜王戦の 太字 はランキング戦優勝、竜王戦の 組(添字) は棋士以外の枠での出場。 |                  |                  |                  |                  |                  |                  |                  |                  |                  |                  |                  |                  |                  |                  |                  |                  |                  |                  |

### 年度別成績
| 年度                   | 対局数 | 勝数 | 負数 | 勝率   | (出典) |
| ---------------------- | ------ | ---- | ---- | ------ | ------ |
| 2017年度               | 2      | 1    | 1    | 0.5000 | [ 36 ] |
| 通算                   | 2      | 1    | 1    | 0.5000 |        |
| 2017年10月1日 四段昇段 |        |      |      |        |        |

| 年度             | 対局数 | 勝数 | 負数 | 勝率   | (出典) | 通算成績 | 通算成績 | 通算成績 | 通算成績 | 通算成績 |
| ---------------- | ------ | ---- | ---- | ------ | ------ | -------- | -------- | -------- | -------- | -------- |
| 2017年度         | 6      | 4    | 2    | 0.6666 | [ 37 ] | 対局数   | 勝数     | 負数     | 勝率     | (出典)   |
| 2018年度         | 39     | 16   | 23   | 0.4102 | [ 38 ] | 45       | 20       | 25       |          |          |
| 2019年度         | 42     | 29   | 13   | 0.6904 | [ 39 ] | 87       | 49       | 38       |          |          |
| 2020年度         | 44     | 27   | 17   | 0.6136 | [ 40 ] | 131      | 76       | 55       |          |          |
| 2017-2020 (小計) | 131    | 76   | 55   |        |        | 通算成績 | 通算成績 | 通算成績 | 通算成績 | 通算成績 |
| 年度             | 対局数 | 勝数 | 負数 | 勝率   | (出典) | 対局数   | 勝数     | 負数     | 勝率     | (出典)   |
| 2021年度         | 48     | 30   | 18   | 0.6250 | [ 41 ] | 179      | 106      | 73       | 0.5921   | [ 42 ]   |
| 2022年度         | 48     | 39   | 9    | 0.8125 | [ 43 ] | 227      | 145      | 82       | 0.6387   | [ 44 ]   |
| 2023年度         | 48     | 31   | 17   | 0.6458 | [ 45 ] | 275      | 176      | 99       | 0.6400   | [ 46 ]   |
| 2021-2023 (小計) | 144    | 100  | 44   |        |        |          |          |          |          |          |
| 通算             | 275    | 176  | 99   | 0.6400 | [ 46 ] |          |          |          |          |          |
| 2023年度まで     |        |      |      |        |        |          |          |          |          |          |

- 公式戦通算100勝 - 2022年01月14日（通算100勝72敗、第72期王将戦予選・対上野裕和戦）[31]

## 著書
- 現代相掛かりの切り札 明日斗流ひねり飛車戦法（2023年10月、マイナビ出版、ISBN 978-4839984946）
- 明日斗流ひねり飛車 現代調の対策と１六歩型の攻防（2024年2月、マイナビ出版、ISBN 978-4839985967）

## 出演
- BS1スペシャル 羽生善治 と"AI世代" ～絶対王者に挑んだ若手棋士たち～（2018年10月20日、NHK BS-1）斎藤明日斗の目線で進行。ナレーションは斎藤役として小野友樹が担当[47]。